# Casearia spinescens
Casearia spinescens är en videväxtart som först beskrevs av Olof Swartz, och fick sitt nu gällande namn av August Heinrich Rudolf Grisebach. Casearia spinescens ingår i släktet Casearia och familjen videväxter. Inga underarter finns listade i Catalogue of Life.